# José Martins Nunes (político brasileiro)
José Martins Nunes (Valença do Piauí, 17 de novembro de 1925) é um comerciante, promotor de justiça e político brasileiro, outrora deputado estadual pelo Piauí.

## Dados biográficos
Filho de Abdon Portela Nunes e Francisca Martins de Castro Nunes. Comerciante e promotor de justiça adjunto em sua cidade natal, foi chefe de gabinete da prefeitura de Valença do Piauí nas administrações de Ulisses Pereira da Silva e Abdon Portela Nunes, elegendo-se vereador no respectivo município via PSD em 1958 e deputado estadual pelo PTB em 1962.
Além de José Martins Nunes, a família elegeu como deputados estaduais: o irmão, Alcides Nunes, (via PSD em 1947, 1950 e 1954) o pai, Abdon Portela Nunes (mesmo partido em 1958) e o outro irmão, Abdon Nunes (pelo MDB em 1966).
Primo de Petrônio Portela, Lucídio Portela e Elói Portela.